# Prix littéraires du Gouverneur général 1971
Liste des Prix littéraire du Gouverneur général pour 1971, chacun suivi du gagnant.

## Français
- Prix du Gouverneur général : romans et nouvelles de langue française : Gérard Bessette, Le Cycle.
- Prix du Gouverneur général : poésie ou théâtre de langue française : Paul-Marie Lapointe, Le Réel absolu.
- Prix du Gouverneur général : études et essais de langue française : Gérald Fortin, La Fin d'un règne.

## Anglais
- Prix du Gouverneur général : romans et nouvelles de langue anglaise : Mordecai Richler, St. Urbain's Horseman.
- Prix du Gouverneur général : poésie ou théâtre de langue anglaise : John Glassco, Selected Poems.
- Prix du Gouverneur général : études et essais de langue anglaise : Pierre Berton, The Last Spike.